# اخم
اخم یکی از حالت‌های صورت است که ناراحتی، خشم، نگرانی، یا ناخوشنودی فرد از یک موضوع را نشان می‌دهد.اخم در لغت یعنی چین و شکنج که بر رو و پیشانی افتد. 
در این حالت ابروها جمع شده و روی پیشانی چین خوردگی پدید می‌آید. لب‌ها نیز حالت طبیعی خود را از دست داده و کمی فشرده می‌شوند. همچنین چشم‌ها کمی ریزتر می‌شوند.